# Agilmar (évêque d'Auvergne)
Pour les articles homonymes, voir Agilmar.
Agilmar, en latin Agilmarus, était un religieux du haut Moyen Âge qui fut évêque de Clermont entre 873 et 891. Son nom est adapté en français de façons diverses, il peut être appelé Egilmar, Aimare, Angismar ou Agumard. De la même façon on peut voir les noms latins : Agelmarus, Aimarus ou Egilmarus.

## Biographie
Agilmare naît en Bourgogne dans une famille riche et distinguée.
En 875 il assiste au concile de Chalon qui réunit quarante-six évêques. En 876 il est à celui de Pontyon, en 878 au deuxième concile de Troyes et peut-être à celui de Mehun-sur-Loire en 891. Il participe à la diète tenue par Charles le Chauve à Pavie en 877. 
Il accompagne le pape Jean VIII au retour de ce dernier de France en Italie. Le pape lui donne une lettre de recommandation pour le roi Louis le Bègue.
L’archevêque de Reims Hincmar mandate Agilmare et l’évêque d’Autun pour l’administration des biens de l’Église de Reims après la mort du comte de Toulouse Bernard, qui les avait usurpés.
Selon la chronique de l'abbaye Saint-Vivant de Vergy, des religieux chassés de Gravion en Poitou (Neustrie) par les Normands, arrivent en Auvergne. Agilmar leur offre l’asile et, comme il possède des biens patrimoniaux considérables en Bourgogne, il les établit sur ses terres en Amous. Les moines poitevins y fondent le prieuré de Saint-Vivant en Amous,. L'abbé Chaume date cette arrivée des moines en Amaous à l'an 868. Une vingtaine d'années après, les vikings atteignent cette région et incendient le monastère en Amaous vers 888 ou 891. Fuyant de nouveau, les moines arrivent au château de Vergy où ils fondent l'abbaye Saint-Vivant de Vergy entre l'an 900 et 918.